# Aérodrome de Villefranche - Tarare
 (décembre 2018).
Si vous disposez d'ouvrages ou d'articles de référence ou si vous connaissez des sites web de qualité traitant du thème abordé ici, merci de compléter l'article en donnant les références utiles à sa vérifiabilité et en les liant à la section « Notes et références ».
L’aérodrome de Villefranche - Tarare (code IATA : XVF • code OACI : LFHV) est un aérodrome civil, ouvert à la circulation aérienne publique (CAP), situé sur la commune de Frontenas à 10 km au sud-ouest de Villefranche-sur-Saône dans le Rhône (région Rhône-Alpes, France).
Il est utilisé pour l'aviation d'affaires et la pratique d’activités de loisirs et de tourisme (aviation légère et hélicoptère).

## Histoire
À Anse (Rhône), au lieu-dit "Le Colombier", une piste d’aviation existait depuis l’avant-guerre. En herbe, elle accueillait l’aviation légère entre la Saône et l’autoroute. Non extensible et inondable, les passionnés locaux cherchaient une alternative d’avenir. 
Le choix de Frontenas date de 1969. Les autorités locales et la Direction Générale de l’Aviation Civile (DGAC) ont obtenu une déclaration d’utilité publique sur des terrains appartenant à des particuliers, acquis par la Chambre de Commerce et d’Industrie (CCI). 
Le choix de terrains sur la commune de Frontenas permet d'installer un terrain d'aviation situé à mi-distance de deux villes (Villefranche-sur-Saône et Tarare) ayant une importance économique dans la région. 
La CCI a obtenu le certificat d’ouverture à la circulation aérienne publique en 1976. La plateforme était alors composée d’une piste en dur, d’un hangar, d’un parking et d’une voie taxiway. 
C'est avec l'implication de divers pilotes, présidents d'aéroclubs, chefs d'entreprises et présidents de la CCI que l'aérodrome prend son essor au fil des ans. On peut citer parmi eux : M. Edouard Durand, M. Jean François Arnal, M. Jean-Pierre Michel, M. Jean-Louis Gougnaud, et bien d'autres.
Quarante ans après son inauguration, l'aérodrome de Villefranche-Tarare, c'est plus de 70 aéronefs basés sur la plateforme, 23 000 mouvements, en 2019.
Compte tenu de sa position géographique, dans une zone à fort potentiel économique, l'activité d'aviation d'affaires est en plein essor. Beaucoup de sociétés de la région caladoise et mâconnaise y voient un attrait dans les facilités de connexions vers les grandes villes du territoire national, et des pays européens avoisinants.
En Novembre 2020, le restaurant de la plateforme perd son gérant, et pilier de l'aérodrome. Mr Jean Jacques Pertus, animateur du Bistrot d'Hélices, disparait. Victime de l'épidémie de Covid 19, il aura été pendant de nombreuses années un lien entre tous les acteurs de l'aérodrome.

## Installations

### Piste(s)
L’aérodrome dispose de deux pistes orientées sud-nord (18/36) :
- une piste bitumée longue de 1 040 mètres et large de 30. Elle est dotée :
  - d’un balisage diurne et nocturne (feux basse intensité),
  - d’un indicateur de plan d’approche (PAPI) pour chaque sens d’atterrissage ;
- une piste en herbe longue de 880 mètres et large de 80, accolée à la première et réservée aux planeurs.
- Une approche GPS aux instruments

### Prestations
L’aérodrome n’est pas contrôlé. Les communications s’effectuent en auto-information sur la fréquence de 118,255 MHz. Il est agréé avec limitations pour le vol à vue (VFR) de nuit et le vol aux instruments (IFR).
S’y ajoutent :
- des aires de stationnement ;
- des hangars ;
- une station d’avitaillement en carburant (100LL et Jet A1) ;
- un restaurant, Le Bistrot d'hélices[3].

## Activités

### Loisirs et tourisme
- Aéroclub du Beaujolais
- Beaujolais Voltige
- Héliclub du Beaujolais
- Centre de vol à voile du Beaujolais

### Sociétés implantées
- Société d’entretien et réparation d’aéronefs mâconnaise (SERAM-AEROMAT)
- Horus Aerotech
- Heli Calade
- DUC Hélices
- Air Expert